# Нармания, Давид Багратович
Давид Багратович Нармания (род. 1927 год, село Кахати, Зугдидский уезд, ССР Грузия) — звеньевой колхоза «Коминтерн» Зугдидского района, Грузинская ССР. Герой Социалистического Труда (1948).

## Биография
Родился в 1927 году в крестьянской семье в селе Кахати Зугдидского района. После окончания местной сельской школы трудился рядовым колхозником в колхозе «Коминтерн» Зугдидского района. В послевоенные годы — звеньевой полеводческого звена в этом же колхозе.
В 1947 году звено под его руководством собрало в среднем с каждого гектара по 77,7 центнера кукурузы с площади 3 гектара. Указом Президиума Верховного Совета СССР от 21 февраля 1948 года удостоен звания Героя Социалистического Труда за «получение высоких урожаев кукурузы и пшеницы в 1947 году» с вручением ордена Ленина и золотой медали «Серп и Молот» (№ 805).
Этим же указом званием Героя Социалистического Труда были награждены председатель колхоза Валериан Шарванович Тордия, звеньевые Мелитон Васильевич Гугучия, Дмитрий Кибарович Нармания, Дуру Михайлович Пажава и Джого Эрастович Свирава.
Проживал в родном селе Кахати Зугдидского района.